# Cam Gigandet
Cam Joslin Gigandet (Tacoma, 16 agosto 1982) è un attore statunitense, noto per aver ricoperto il ruolo di Kevin Volchok nelle ultime due stagioni della serie televisiva The O.C. e James nell'adattamento cinematografico del libro di Stephenie Meyer Twilight.

## Biografia
È di origini inglesi, irlandesi, francesi, svedesi, finlandesi e tedesche.
Debutta nel 2003 partecipando ad un episodio nella serie CSI - Scena del crimine, successivamente entra nel cast della soap opera Febbre d'amore, dove interpreta il ruolo di Daniel Romalotti. Tra il 2005 e il 2006 ricopre il ruolo del surfista bello e dannato Kevin Volchok nella serie televisiva The O.C.; grazie a questo ruolo acquista visibilità, consentendogli di entrare nel mondo del cinema. Partecipa ai film Who's Your Caddy?, Never Back Down - Mai arrendersi e American Crude - Follie in America, ma il ruolo che gli regala la fama internazionale è quello del vampiro James nel film Twilight, basato sull'omonimo romanzo di Stephenie Meyer.
Per due anni consecutivi vince l'MTV Movie Awards nella categoria "miglior lotta"; il primo con l'attore Sean Faris nel film Never Back Down - Mai arrendersi e il secondo con l'attore Robert Pattinson in Twilight.
Dopo l'horror Il mai nato, nel 2009 recita al fianco di Ben Foster e Dennis Quaid nel film Pandorum - L'universo parallelo. Nel 2010 è impegnato in numerosi progetti cinematografi, come il drammatico The Experiment, remake dell'omonimo film tedesco, la commedia con Emma Stone Easy Girl, il musical Burlesque con Christina Aguilera e Cher, il thriller d'azione Priest, basato sull'omonimo romanzo a fumetti di Hyung Min Woo.

### Vita privata
Dal 2006 è legato all'attrice Dominique Geisendorff da cui ha avuto tre figli, Everleigh nata nell'aprile del 2009, Rekker nato nel gennaio del 2013 e Armie nata nel novembre del 2015. Cam e Dominique si sono sposati nel 2019. Nel 2022 Cam e Dominique hanno annunciato la separazione.
Gigandet è anche un appassionato di arti marziali, è cintura nera di Taekwondo stile WTF e di Krav Maga.

## Filmografia

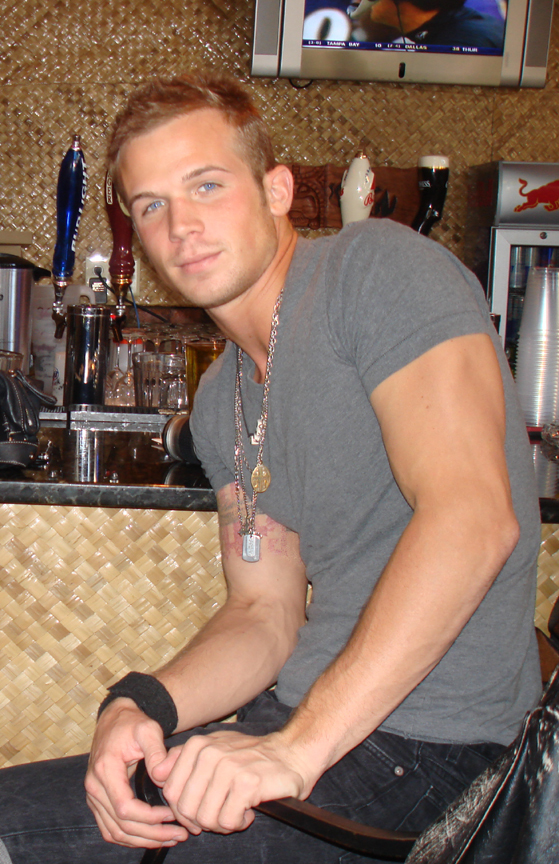
Cam Gigandet nel 2006

### Cinema
- Who's Your Caddy?, regia di Don Michael Paul (2007)
- On the Doll, regia di Thomas Mignone (2007)
- Never Back Down - Mai arrendersi (Never Back Down), regia di Jeff Wadlow (2008)
- American Crude - Follie in America (American Crude), regia di Craig Sheffer (2008)
- Twilight, regia di Catherine Hardwicke (2008)
- Il mai nato (The Unborn), regia di David S. Goyer (2009)
- Pandorum - L'universo parallelo (Pandorum), regia di Christian Alvart (2009)
- Five Star Day, regia di Danny Buday (2010)
- The Experiment, regia di Paul Scheuring (2010)
- Easy Girl (Easy A), regia di Will Gluck (2010)
- Burlesque, regia di Steven Antin (2010)
- The Roommate - Il terrore ti dorme accanto (The Roommate), regia di Christian E. Christiansen (2011)
- Priest, regia di Scott Charles Stewart (2011)
- Trespass, regia di Joel Schumacher (2011)
- Making Change, regia di Wesley Wittkamper (2012)
- Plush, regia di Catherine Hardwicke (2013)
- Free Ride, regia di Shana Betz (2013)
- Red Sky, regia di Mario Van Peebles (2014)
- Johnson il cattivo (Bad Johnson), regia di Huck Botko (2014)
- In the Blood, regia di John Stockwell (2014)
- One Square Mile, regia di Charles-Olivier Michaud (2014)
- Bella dolce baby sitter (Nanny Cam), regia di Nancy Leopardi (2014)
- Seduzione fatale (Broken Vows), regia di Bram Coppens (2016)
- I magnifici 7 (The Magnificent Seven), regia di Antoine Fuqua (2016)
- La fuga dell'assassino (The Shadow Effect), regia di Obin Olson e Amariah Olson (2017)
- Black Site Delta, regia di Jesse Gustafson (2017)
- Dangerous Lies, regia di Michael Scott (2020)
- Senza rimorso (Without Remorse), regia di Stefano Sollima (2021)
- Blowback - Vendetta incrociata (Blowback), regia di Tibor Takács (2022)
- Nine Bullets - Fuga per la libertà (Nine Bullets), regia di Gigi Gaston (2022)
- Una notte violenta e silenziosa (Violent Night), regia di Tommy Wirkola (2022)
- Art Squad - Gli artisti del furto (Righteous Thieves), regia di Anthony Nardolillo (2023)
- 72 Hours, regia di Christian Sesma (2022)
- Colpi d'amore (Love Hurts), regia di Jonathan Eusebio (2025)

### Televisione
- CSI - Scena del crimine (CSI: Crime Scene Investigation) – serie TV, episodio 4x04 (2003)
- Febbre d'amore (The Young and the Restless) – soap opera, 7 puntate (2004)
- Jack & Bobby – serie TV, 5 episodi (2005)
- The O.C. – serie TV, 15 episodi (2005-2006)
- The Tin Star, episodio pilota scartato (2012)
- Code Name: Geronimo – film TV, regia di John Stockwell (2012)
- Reckless – serie TV, 13 episodi (2014)
- Ice – serie TV, 20 episodi (2016-2018)

### Cortometraggi
- Mistaken, regia di Eric Colley (2004)

## Doppiatori italiani
Nelle versioni in italiano delle opere in cui ha recitato, Cam Gigandet è stato doppiato da:
- Stefano Crescentini in Never Back Down - Mai arrendersi, Il mai nato, Pandorum - L'universo parallelo, The Roommate - Il terrore ti dorme accanto, Colpi d'amore
- Marco Vivio in American Crude - Follie in America, Red Sky, Una notte violenta e silenziosa
- Mattia Bressan in Blowback - Vendetta incrociata, Art Squad - Gli artisti del furto
- Andrea Mete in Jack & Bobby, Burlesque, Reckless
- Emiliano Coltorti in The Experiment, Dangerous Lies
- Francesco Pezzulli in The O.C., Trespass
- Massimiliano Alto in Twilight, Priest
- Fabrizio Manfredi in Bella dolce baby sitter
- Gianluca Crisafi ne La fuga dell'assassino
- Simone D'Andrea in Code Name: Geronimo
- Giorgio Borghetti in In the Blood
- Gabriele Sabatini ne I magnifici 7
- Daniele Raffaeli in Johnson il cattivo
- Luigi Scribani in Febbre d'amore
- Fabrizio De Flaviis in Easy Girl